# Marko Markanović
Marko Markanović ( Požega, 11. kolovoz 1996.) Mladi je hrvatski skladatelj i tekstopisac.  

## Životopis
Marko Markanović mladi je hrvatski skladatelj i tekstopisac. Rođen je u Našicama 11. kolovoza 1996.godine.  

## Vanjske poveznice
https://slavonski.hr/razgovor-s-mladim-glazbenikom-markom-markanovicem-radim-ono-sto-volim-i-zivim-kao-u-snu/
1. ↑  Pok, Sanja. 18.10.2018. RAZGOVOR S MLADIM GLAZBENIKOM MARKOM MARKANOVIĆEM – Radim ono što volim i živim kao u snu. Slavonski.hr. Pristupljeno 18.10.2018 Provjerite vrijednost datuma u parametru: |access-date= i |date= (pomoć); |url-status=dead zahtijeva |archive-url= (pomoć)